# Kolekcija (hobi)
Kolekcija (lat.: collectio − sabiranje) je zbirka predmeta prikupljenih po nekom kriteriju (istovrsnosti, sličnosti, različitosti, zanimljivosti, ekscentričnosti, itd.) njezina autora ili vlasnika, npr. umjetnička kolekcija (zbirka), modna kolekcija.
Zbirka kolekcije je prema nekomu smislu ili ideji prikupljeno ili sređeno više skupocjenih, umjetničkih ili rijetkih predmeta iste vrste (slika, kipova, grafika, medalja, rukopisa i sl.). Privatna zbirka nastajala je iz amaterskih ili promišljenih humanističkih (skupiti nacionalnu kulturno-spomeničku baštinu radi zaštite od propadanja, pljačkanja i sl.) ili novčanih motiva (okoristiti se, obogatiti se). Zbirka često poklonom ili prodajom ulazi kao zaokružena cjelina u muzeje, galerije, javne knjižnice i druge zbirke, pa time postaje javno dobro. Prve zbirke nastale su u doba helenizma, a sastojale su se uglavnom od grčkih kipova (originala i kopija). Značajne su bile renesansne zbirke od kojih su se razvili muzeji i galerije.
Kolekcionar je česta novinarska tema koja je ušla i u književnost, pjesme, serije i filmove, tj. medijsku kulturu. Sve može biti predmet kolekcionarstva. Npr. predmeti i audiovizualni materijali iz Domovinskog rata, NDH-a, JNA, Trećeg Reicha, Osmanskog Carstva, Francuskog Carstva, itd. Kolekcionarstvo nema ideologiju ili sakupljanja kolekcija iz samo jednog vrsta zanimanja već više njih. Ono je strast, ponekad ovisnost, sredstvo prestiža, a nerijetko i lukav premda riskantan način ulaganja novca.